# La fórmula del doctor Funes
La fórmula del doctor Funes és una pel·lícula mexicana de ciència-ficció i de comèdia del 2015 dirigida per José Buil sobre un noi que fa amistat amb un científic rejovenit que va fent servir sèrum juvenil a altres persones com a broma o retribució. Va guanyar el premi a la millor pel·lícula familiar del 2016 al Festival de Cinema Llatinoamericà de San Diego.

## Sinopsi
Es tracta d’una adaptació d’una novel·la de Francisco Hinojosa que explica la història del doctor Funes, que descobreix una fórmula per assolir la joventut eterna i, en provar-la amb ell mateix, esdevé un nen de 12 anys abans d’emprendre noves aventures amb el seu amic Martín Poyo.

## Repartiment
- Martín Altomaro	 ..	Papá Poyo
- Giovanna Zacarías ...	Mamá Poyo
- Emanuel Latanzio	 	...	Martín Poyo
- Daniel Carrera	 ...	Doctor Funes
- Patricio Castillo 	...	Doctor Mohebius

## Nominacions i premis
- En la LVII edició dels Premis Ariel va estar nominat al millor guió adaptat, al millor actor revelació i als millors efectes especials.[4]
- En la 45a edició de les Diosas de Plata fou nominada al premi a la millor actuació infantil.[5]